# Calliopsis trifasciata
Calliopsis trifasciata là một loài Hymenoptera trong họ Andrenidae. Loài này được Spinola mô tả khoa học năm 1851.